# Serrat del Forat del Moixó
El Serrat del Forat del Moixó és una serra que es troba en el terme municipal de la Vall de Boí, a la comarca de l'Alta Ribagorça, i dins de la zona perifèrica del Parc Nacional d'Aigüestortes i Estany de Sant Maurici.
A l'alçada del Bosc del Cantó, el serrat comença a pujar des de la Ribera de Caldes direcció est, cap als Pics de Comaltes, delimitant pel sud la Vall de Comalesbienes. La selva alçada varia entre els 1.625 i 2.500 metres.